# Gill Swerts
Gill Swerts (* 23. September 1982 in Brasschaat) ist ein belgischer ehemaliger Fußballspieler.

## Spielerkarriere
Gill Swerts startete seine Karriere als Profifußballer 2001 bei Excelsior Rotterdam. Mit Excelsior stieg er als Stammspieler schon im ersten Anlauf in die Ehrendivision auf. Nach dem Abstieg 2003 zog es den rechten Außenverteidiger jedoch zum großen Lokalrivalen Feyenoord Rotterdam, für den er bereits in der Jugend gespielt hatte. Nach einem Jahr, in dem er sich nicht vollends durchsetzen konnte, ging Swerts zum Ligarivalen ADO Den Haag. Dort fand er zu alter Stärke zurück und wechselte nach nur einer Saison zu Vitesse Arnheim. Bei Vitesse spielte er längere Zeit auch auf der linken Abwehrseite. Seine gute Spielzeit 2007/08 mit 34 Einsätzen, in denen er drei Tore erzielte, nutzte er als Sprungbrett für den Transfer zum niederländischen Topclub AZ Alkmaar. Hier konnte er in seiner ersten Saison den niederländischen Meistertitel feiern. Insgesamt blieb er zweieinhalb Jahre bei AZ. In der Saison 2010/11 kam er jedoch kaum noch zum Einsatz, so dass er in der Winterpause zurück zu Feyenoord wechselte. Sein Vertrag dort läuft zunächst für ein halbes Jahr auf Leihbasis und beinhaltet seinen vollständigen Wechsel zu den Rotterdamern zur Saison 2011/12. Doch bereits in der folgenden Saison spielte er beim dänischen Klub SønderjyskE. Zur Saison 2013/14 kehrte er zurück in die Niederlande und unterschrieb einen Zweijahresvertrag bei NAC Breda.

### Nationalmannschaft
Von 2006 bis 2009 bestritt Gill Swerts 17 Länderspiele für Belgien. Dabei gelang ihm am 1. April 2009 im Spiel gegen Bosnien-Herzegowina sein erstes Länderspieltor.

## Erfolge
- 2002 – Aufstieg in die Eredivisie mit Excelsior Rotterdam
- 2009 – Niederländischer Meister mit AZ Alkmaar